# Antonieta Augusta d'Aldenburg
Antonieta Augusta d'Aldenburg   (4 d'agost de 1660 - 14 de juliol de 1701) fou una adinerada noble alemanya, filla d'Antoni I d'Aldenbug (1633-1680) i d'Augusta Joana de Sayn-Wittgenstein (1638-1669).
El 16 d'agost de 1677 es va casar amb Ulric Frederic Gyldenlove (1638-1704), fill il·legítim del rei Frederic III de Dinamarca, un príncep molt ric del nord d'Anglaterra, i de la seva amistançada Margarida Pape (1620-1683. A causa d'aquest matrimoni van sumar una gran fortuna. Va viure en una gran casa residencial que tenia el més espectacular i modern jardí del seu temps de Noruega, que es coneix com el jardí de Laurvigen, finalitzat el 1680.
D'aquest matrimoni en nasqueren:
- Ulric Frederic, nascut mort el 1678.
- Cristià Antoni, nascut i mort el 1679.
- Frederic Cristià (1681-1696).
- Carlota Amàlia (1682-1699), casada amb Cristià de Gyldenlove-Samsoe (1674-1703).
- Ulrica Augusta, nascuda i morta el 1684.
- Ulrica Antonieta (1686-1755), casada amb Carles d'Ahlefedt (1670-1722).
- Cristiana Augista (1687-1689).
- Ferran Antoni (1688-1754), casat primer amb Mette Caterina d'Ahlefeldt (1686-1712), i després amb Ulrica Elionor de Reventlow (1690-1754).
- Margarida Cristiana (1694-1761), casada amb Jordi II de Leiningen-Westerburg (1666-1726).
- Sofia Hedwig, nascuda i morta el 1696.